# Marinda Petersson
Marinda Petersson, född 3 februari 1995, är en svensk friidrottare (släggkastning och viktkastning). Petersson tävlar för Malmö AI.

## Karriär
Marinda Petersson deltog vid junior-EM i Rieti, Italien 2013. Hon kom på en 11:e plats i släggkastningen med 58,67.
2015 deltog Pettersson vid U23-EM i Tallinn men slogs ut i kvalet med 62,19.
Vid Europamästerskapen i Amsterdam i juli år 2016 slogs Petersson ut i släggkvalet efter ett kast på 64,65.
Marinda Petersson blev uttagen till VM 2017 i London men slogs ut i kvalet 66,46 m.

## Personliga rekord
| Utomhus - Kula – 11,77 (Malmö 6 september 2017) - Diskus – 40,02 (Uddevalla 29 maj 2014) - Slägga – 70,01 (Halle, Tyskland 20 maj 2017) | Inomhus - Kula – 12,41 (Göteborg 18 februari 2017) - Viktkastning – 19,82 (Växjö 20 februari 2016) |

### Fotnoter
1. ↑  ”Tävlingsårsskiftesövergångar 15 november 2013”. friidrott.se. 18 oktober 2013. Arkiverad från originalet den 22 november 2016. https://web.archive.org/web/20161122224316/http://www.friidrott.se/forbundsinfo/overgangar/arsskifte1314.aspx. Läst 7 november 2017.
2. ↑  ”Stora SM 2016”. Arkiverad från originalet den 23 augusti 2017. https://web.archive.org/web/20170823210252/http://212.247.216.72/friidrott/sm16/Resultat.php. Läst 1 november 2016.
3. ↑  ”Stora SM 2017”. Arkiverad från originalet den 2 oktober 2017. https://archive.today/20171002101026/http://www.trackandfield.se/resultat/2017/170825_27.htm. Läst 1 oktober 2017.
4. ↑  ”Stora SM 2018”. Arkiverad från originalet den 28 augusti 2018. https://web.archive.org/web/20180828053332/http://www.trackandfield.se/resultat/2018/180824.htm. Läst 5 september 2018.
5. ↑  ”Stora inne-SM 2013, resultat”. trackandfield.se. Arkiverad från originalet den 20 februari 2013. https://web.archive.org/web/20130220083140/http://www.trackandfield.se/Resultat/2013/130215.htm. Läst 18 februari 2013.
6. ↑  ”Stora inne-SM 2014 dag 1, resultat”. trackandfield.se. Arkiverad från originalet den 18 januari 2015. https://web.archive.org/web/20150118200016/http://www.trackandfield.se/resultat/2014/140222.htm. Läst 14 januari 2015.
7. ↑  ”Stora inne-SM 2015, resultat”. archive.is. Arkiverad från originalet den 22 februari 2015. https://archive.is/20150222161525/http://livetiming.se/track/ism15/. Läst 29 mars 2015.
8. ↑  ”Stora inne-SM 2016, resultat”. livetiming.se. http://livetiming.se/track/ism16/. Läst 26 maj 2016.
9. ↑  ”ISM i friidrott - Växjö 25-26 februari 2017”. telekonsultarena.se. Arkiverad från originalet den 3 september 2017. https://web.archive.org/web/20170903123052/http://telekonsultarena.se/resultat/ISM17/Resultat.php. Läst 7 mars 2017.
10. ↑  ”ISM 2018 2018-02-27”. primawebb.se. Arkiverad från originalet den 28 februari 2018. https://web.archive.org/web/20180228042650/http://primawebb.se/giffri/ism2018/Results_Total.html. Läst 27 februari 2018.
11. 1 2 3 4 5 6  ”Personsida hos IAAF” (på engelska). iaaf.org. https://www.iaaf.org/athletes/sweden/marinda-petersson-273000. Läst 24 september 2018.
12. ↑  ”European Athletics U20 Championships - Rieti 2013” (på engelska). european-athletics.org. http://www.european-athletics.org/competitions/european-athletics-u20-championships/history/year=2013/results/index.html. Läst 7 november 2017.
13. ↑  ”European Athletics U23 Championships - Tallinn 2015”. european-athletics.org. http://www.european-athletics.org/competitions/european-athletics-u23-championships/history/year=2015/results/index.html. Läst 16 oktober 2017.
14. ↑  ”European Athletics Championships - Amsterdam 2016” (på engelska). european-athletics.org. http://www.european-athletics.org/competitions/european-athletics-championships/history/year=2016/results/. Läst 29 december 2016.
15. ↑  ”Hammer Throw Women IAAF World Championships London 2017 (Olympic Stadium), Great Britain & N.I. 04 Aug 2017 - 13 Aug 2017” (på engelska). iaaf.org. https://www.iaaf.org/results/iaaf-world-championships-in-athletics/2017/iaaf-world-championships-london-2017-5151/women/hammer-throw/qualification/result. Läst 15 mars 2019.
16. ↑  Hedman, Jonas; Thor, Hillevi (5 augusti 2017). ”VM2: Inget avancemang för Ida och Marinda”. friidrott.se. Arkiverad från originalet den 16 mars 2023. https://web.archive.org/web/20230316023624/https://arkiv.friidrott.se/nyheter.aspx?id=21250. Läst 15 mars 2019.
17. 1 2  ”Personsida på European Athletics' webbplats” (på engelska). european-athletics.org. http://www.european-athletics.org/athletes/group=p/athlete=136964-petersson-marinda/index.html. Läst 24 september 2018.